# 覺羅勒德洪
覺羅勒德洪，满洲人，红带子觉罗，清朝政治人物、清朝戶部尚書。
曾任吏部左侍郎。康熙十四年四月己丑（1675年4月25日），接替米思翰，擔任清朝戶部尚書， 康熙十六年七月甲辰（1677年8月27日）遷武英殿大學士。由伊桑阿接任。二十七年（1688年），勒德洪罢职。